# Rocher des Fées
Pour les articles homonymes, voir Grotte des Fées et Grotte aux Fées (homonymie).
Les ruines d’un abri sous roc fortifié appelé Rocher des Fées sont situées dans la commune de Crans-Montana, Valais, Suisse, entre Mollens et Aminona, plus précisément dans une paroi rocheuse près du mayen des « Echerts ». La ruine est relativement bien conservée et peut être admirée de près. Cependant, en raison de son emplacement dans la roche, l'accès à l'intérieur est difficile. Le château de pierre a été construit vers la fin du XIIe siècle et a probablement servi de refuge pendant les guerres et les raids de cette période. 
La construction est inscrit à l'inventaire suisse du patrimoine culturel sous le nom de « Roches des Fées ». Il ne faut pas la confondre avec la Grotte aux Fées près de Saint-Maurice, en Bas-Valais, ou d'autres Grotte des Fées ou Grotte aux Fées en Suisse ou en France. 

## Les abris sous roc en Valais
Les abris sous roc fortifié, aussi appelés refuge troglodytes, se trouvent dans toute la Suisse, mais ils sont assez fréquents dans le Valais central,,.  L’abri « Rocher des Fées » est l'un des mieux conservés et on peut l’étudier facilement de près. Il existe un deuxième abri sous roc dans la municipalité de Crans-Montana, mais il est situé loin dans une paroi rocheuse au-dessus des « Cingles », donc à peine visible et pratiquement inaccessible.  D'autres abri sous roc de la région, également appelés Grottes aux Fées ou simplement Grottes, se trouvent dans les communes d'Arbaz, de Grône, de Nax et de Loèche-les-Bains, par exemple. Ils ont été construits entre le XIIe et le XXe siècle, ce qui coïncide également avec une période guerrière du Moyen Âge. Ces abris sont tous éloignés et difficilement accessibles. Lors des raids, les quelques initiés pouvaient y trouver un refuge sûr. 

## Lieu et aménagement
Les ruines de l'abri sont situées dans la municipalité de Crans-Montana, près de la route goudronnée qui relie Mollens et Aminona, dans la partie inférieure de la paroi rocheuse au-dessus du mayen des « Echerts ». En remontant la route, on trouve à droite la bifurcation vers ce mayen et peu après, sur la gauche, il y a un parking avec un panneau indiquant « Rocher des Fées ». De ce parking, un petit sentier de randonnée mène à travers la forêt jusqu'au l’abri. Cependant, l’abri peut être vu que d’une distance de 5 à 20 m, car l'intérieur n'est pas accessible sans une longue échelle ou un équipement d'escalade. En hiver, l'abri est mieux visible, car la vue n'est pas obscurcie par le feuillage des arbres. L’abri est situé à environ 1 265 m au-dessus du niveau de la mer.
L’abri est constitué de deux unités superposés, qui étaient reliés,,. Les deux abris ont une hauteur d'environ 5 m et une largeur de 4 m chacun. Leur forme rappelle celle de deux coquilles qui ont été construites dans des crevasses proches de la roche. Hormis la partie nord de l'abri supérieur, la maçonnerie est bien conservée.  La maçonnerie est constituée de blocs d'ardoise découpés à proximité et reliés à la chaux. Le bâtiment s'adapte optiquement très bien à la roche, de sorte qu'il est à peine visible, même de près. 
Les abris étaient éclairés par des trappes étroites, qui servaient probablement aussi d'embrasures. À l'intérieur des abris, on peut voir des caissons de poutres qui, autrefois, servaient à ancrer un échafaudage en bois. Cet échafaudage en bois a probablement supporté plusieurs planchers de bois, divisant ainsi les abris. 
L’abri était accessible par une entrée de l'abri inférieur, qui se trouve à environ 3 m au-dessus du sol dans la roche. On a probablement utilisé une échelle, qui pouvait être enlevée en cas d'urgence. On pouvait accéder à l'abri supérieur par une ouverture située au-dessus du plancher en bois le plus élevé de l'abri inférieur. 

## Histoire
L’abri a été construit dans la période 1180-1200, c'est-à-dire vers la fin du XIIe siècle. La datation pourrait être faite par dendrochronologie, qui indique l'année 1179, lorsque le pin utilisé pour une poutre dans l'abri inférieur a été coupé.  
L’abri était à peine visible et ne pouvait être atteint qu'avec une longue échelle. Il était également difficile à trouver car il n'y avait pas de chemin menant à proximité. À noter que la route asphaltée actuelle n'a été construite que vers 1965. Autrefois, le sentier traversait le mayen plus loin à l'Est de l’abri, un peu comme le sentier de randonnée d'aujourd'hui. De ces faits, on peut conclure que l’abri n'avait qu'une fonction de protection,. À l'intérieur, l'espace était limité à quelques dizaines de mètres carrés et il était impossible de stocker de grandes quantités d'eau et de nourriture. Par conséquent, seuls quelques initiés pouvaient espérer y trouver un refuge sûr pour une période de temps relativement courte. 
Les historiens soupçonnent que ces abris ont été construits et utilisés lors des raids provenant de Berne et par des Savoyards dans le Valais. D'abord pendant des guerres d'émancipation du Valais contre la maison de Zähringen (fin Xe et début XIe siècle), puis durant les luttes contre les comtes de Savoie à l'ouest (XIIIe siècle) et, enfin, durant l'affaire de Rarogne entre la fin du XIVe et le début du XVe siècle. On peut également supposer que ces abris ont occasionnellement été utilisés plus récemment, très probablement en 1798 et 1799, lorsque les troupes napoléoniennes ont pris d'assaut le Valais.

## Légendes
Il existe plusieurs légendes sur cet abri,. La légende la plus célèbre raconte que des fées aux pieds de mouton vivaient dans cet abri. Ces fées auraient secrètement utilisé un tunnel souterrain, qui a relié l’abri au moulin du village de Mollens. Une fois dans le moulin, elles volaient non seulement de la farine, mais aussi des fruits, du fromage, de l’eau-de-vie et des petits animaux domestiques. 
Bien sûr, le tunnel n'existe que dans cette légende, mais il a probablement été suggéré par une cavité située dans l'abri inférieur. Cette légende était très pratique pour le compagnon meunier. Lorsque le meunier le gronda à nouveau que quelque chose avait disparu dans le moulin, ce furent les fées.